# Tomocichla
Genre
Tomocichla est un genre de poissons perciformes appartenant à la famille des Cichlidae.

## Liste des espèces
Selon FishBase (26 fev. 2017) :
- Tomocichla asfraci Allgayer, 2002
- Tomocichla sieboldii (Kner, 1863)
- Tomocichla tuba (Meek, 1912)